# 吳君豪
吳君豪 （Ethan Wu，1987年12月11日—），外號「龍舟男模」，出生於新北市，畢業於新北市安康高中。參加2008年度men's uno超級男模大賽入行，目前是凱渥模特兒經紀公司旗下的模特兒。